# Bisdom Alto Molócuè
Het bisdom Alto Molócuè (Latijn: Dioecesis Molócuè Superioris) is een rooms-katholiek bisdom met als zetel Alto Molócuè, in Mozambique. Het bisdom is suffragaan aan het aartsbisdom Nampula. 

## Geschiedenis
Het bisdom werd opgericht op 23 januari 2025, uit delen van de bisdommen Gurué en Quelimane. 

## Parochies
Het bisdom had in 2025 een oppervlakte van 28.632 km2 en telde 1.199.649 inwoners waarvan 40,6% rooms-katholiek was.

## Bisschoppen
- Estêvão Ângelo Fernando (23 januari 2025 - heden)